# 1867년 오스트리아-헝가리 타협

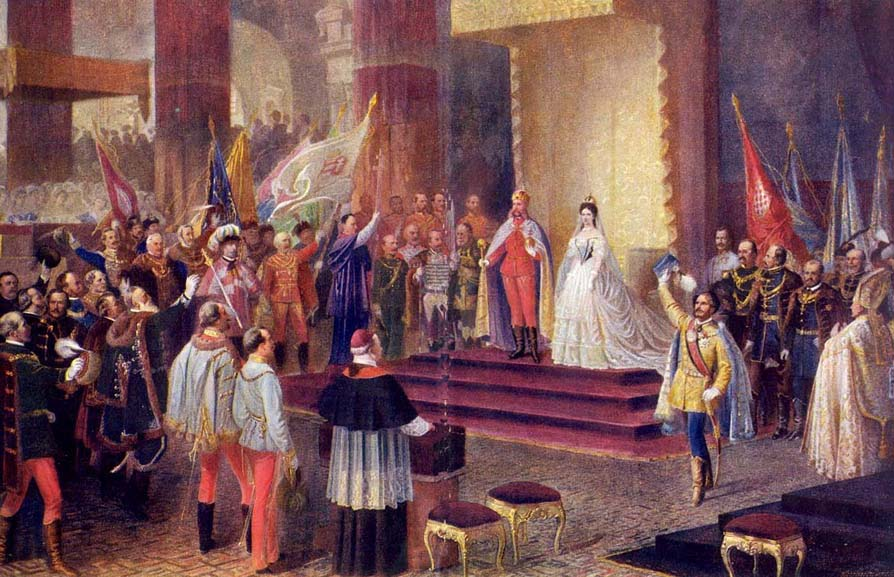
1867년 6월 8일 오스트리아-헝가리의 부다페슈트에서 열린 프란츠 요제프 1세 황제와 엘리자베트 폰 외스터라이히웅가른 황후의 대관식을 묘사한 그림

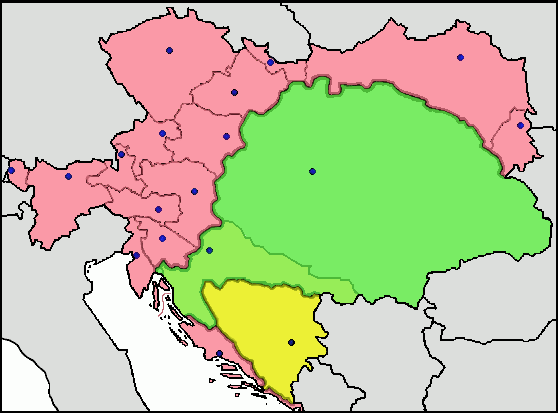
1867년 오스트리아-헝가리 타협에 의해 이중군주제가 수립되면서 형성된 빈이 관할하는
지역(분홍색), 부다페스트가 관할하는 지역(파란색). 1878년에는 보스니아 헤르체고비나가 공동통치령이 되었다.

1867년 오스트리아-헝가리 타협(독일어: Ausgleich 아우스글라이히[*], 헝가리어: Kiegyezés 키에제제시[*]), 또는 대타협은 1867년 2월 8일 오스트리아 제국과 헝가리 왕국 사이에서 체결된 헝가리인의 자치권을 대폭 향상시키는 타협안이다.
이 타협안에 따라 오스트리아-헝가리가 수립되었다. 헝가리는 재정과 외무, 국방 이외의 분야에서 엄청난 자치를 누리게 되었으며, 언드라시 줄러가 헝가리의 초대 수상이 되었다. 헝가리의 대귀족들이 프란츠 요제프 1세를 헝가리 사도왕으로 추대하였다.

## 역사
중세 시대에 오스트리아는 합스부르크가의 지배를 받고 있었다. 신성 로마 제국을 구성하는 연방 가운데 하나에 불과했던 헝가리 왕국은 원래 합스부르크 군주국의 지배를 받지 않았다. 1526년 모하치 전투에서 오스만 제국 군대가 헝가리 군대를 격파하면서 헝가리는 오스만 제국, 합스부르크 군주국의 분할 통치를 받게 된다. 헝가리의 왕위는 합스부르크 군주국이 승계받게 받았지만 헝가리는 독자적인 정부, 의회, 법률을 갖고 있었다.
1804년 오스트리아 제국이 수립되면서 오스트리아와 헝가리는 동군연합 관계를 수립하게 된다. 1848년 헝가리에서는 유럽에서 일어난 자유주의 사상에 영향을 받은 1848년 헝가리 혁명이 일어났지만 러시아 제국의 지원을 받은 오스트리아 제국에 의해 진압되고 만다. 이를 계기로 헝가리는 독자적인 재정권을 박탈당했지만 그 이상의 조치는 나오지 않았다.
1867년 오스트리아 제국이 이탈리아의 통일, 프로이센-오스트리아 전쟁 등에서 패배하면서 러시아 제국과의 관계가 악화되었고 오스트리아의 국제적 지위 또한 떨어지고 만다. 한편 오스트리아 제국에 거주하던 여러 민족들은 자치권 획득, 연방제 도입을 요구하는 정치 운동을 전개했다. 그렇지만 오스트리아 제국 내에서 권리를 갖고 있던 지배 계층인 독일인, 정치 체제의 변화를 두려워했던 프란츠 요제프 1세 황제의 극심한 반대에 부딪치고 한다. 프란츠 요제프 1세는 헝가리인과의 협력 관계를 통해 오스트리아 제국 내에 거주하는 여러 민족을 억제하기로 결의했다.

## 주요 내용
오스트리아-헝가리의 타협안은 1848년 이전에 비해 헝가리의 주권, 자치가 축소된 것이 특징이다.
- 헝가리 의회가 재결성되어 오스트리아와 헝가리는 다시 독립한 의회를 갖는다. 각 지역에는 각각 독자적인 정부를 수립한다. 총리가 이끄는 "이원 군주제"는 육군, 해군, 외교와 관련된 비용을 담당하는 외무부 장관, 국방부 장관, 재무부 장관으로 구성한다.
- 헝가리 왕국의 영역에서는 헝가리의 법률 제도, 헝가리의 법률이 시행된다.
- 오스트리아-헝가리는 공통 주체이지만 사법권, 입법권을 갖지 못했고 공통 의회가 존재하지 않았다. 이에 따라 외교, 군사와 관련된 사무는 궁중 고문단과 헝가리 의회 대표단이 운영한다. 대표단 인원 수는 오스트리아 의회에서 파견한 60명, 헝가리 의회에서 파견한 60명으로 구성한다. 구성원의 비율은 각 정당이 해당 의회 소속임을 정확하게 비례해서 반영한다. 오스트리아-헝가리 의회 의원은 회의 기간 내에 토론을 진행할 권리, 새로운 법안을 제출할 권리가 없다. 모든 공통된 결정은 오스트리아-헝가리 의회의 비준을 거쳐야 효력이 발생한다.
- 오스트리아-헝가리의 외교 정책은 공통 외무부가 관할한다.
- 오스트리아-헝가리에는 공통 시민권이 부여되지 않으며 오스트리아 시민, 헝가리 시민으로 분류한다. 오스트리아-헝가리 시민은 별개의 여권을 사용하며 공통 여권은 발행하지 않는다.
- 오스트리아-헝가리의 육군, 해군, 외교와 관련된 비용, 지폐 발행은 공통 재무부가 담당하며 재무부 장관을 총재로 한다. 그 외의 모든 지출은 오스트리아 재무부, 헝가리 재무부가 관할한다. 오스트리아 재무장관은 오스트리아 제국의 황제의 명령을 따라야 하며 헝가리 재무장관은 헝가리 총리의 명령을 따라야 한다.
- 오스트리아-헝가리의 타협과 관세 동맹에 명시된 금융, 경제와 관련된 조항은 10년마다 재협상해야 한다.
- 오스트리아와 헝가리는 공통 통화를 사용하지만 재정 분야에서는 주권을 갖는 독립된 주체로 한다.
- 오스트리아와 헝가리는 독자적인 군대를 보유하며 양국 모두 공통군의 재정을 부담한다. 오스트리아-헝가리의 국방 정책은 공통 국방부가 관할한다. 공통군은 오스트리아 제국왕실군, 헝가리 왕실군으로 구성되어 있지만 직접 지휘권은 없다. 오스트리아와 헝가리 국방부 장관은 공통 국방부의 지휘, 감독을 받으며 각각 오스트리아 의회, 헝가리 의회의 명령을 따른다.
- 헝가리는 오스트리아의 국가 채무의 대부분을 차지한다.
- 오스트리아-헝가리의 황제는 군사의 구조, 조직, 운영에 관한 모든 권리를 갖는다. 또한 고위 관료들을 임명하고 전쟁을 선포할 권리를 갖고 있으며 육군의 최고 사령관이기도 하다.
- 오스트리아-헝가리의 황제는 비상 사태를 선포할 권리를 갖는다.
- 오스트리아-헝가리의 황제는 내각이 의회에 보고하고 싶은 법안을 승인할 권리를 갖는다. 또한 의회에서 통과된 법률을 거부할 권리도 갖는다.
- 오스트리아-헝가리의 황제는 의회를 해산할 권리를 갖는다.
- 오스트리아-헝가리의 황제는 내각을 구성하는 의원을 임명, 파면할 권리를 갖는다.

## 같이 보기
- 크로아티아-헝가리 타협